# San Pedro de Gaíllos
San Pedro de Gaíllos es un municipio y localidad española de la provincia de Segovia, en la comunidad autónoma de Castilla y León. Cuenta con una población de 311 habitantes (INE 2024).
Pertenece a la mancomunidad de Villa y Tierra de Sepúlveda dentro del Ochavo de Cantalejo. En su término municipal se encuentra la localidad de Rebollar y numerosos despoblados.

## Toponimia
Las primeras menciones son como Foz de Gafielos (o Gafiellos) a finales del siglo XII y principios del XIII; en 1247 ya aparece como Sant Peydro de Gafiellos —San Pedro de Gafillos—, y en los siglos XV y XVI ya se cita la forma San Pedro de Gaillos (o Gayllos).
Foz deriva del latín falcem ‘hoz, guadaña’ y hace referencia tanto a la herramienta como a las curvas pronunciadas de los ríos, mientras que San Pedro es el santo al que posteriormente se consagró la iglesia. Por su parte, Gafiellos tiene varios posibles significados (a todos ellos se añadiría el diminutivo -ellus):
- Derivado del árabe qàfa ‘contraído, enroscado’ a través de «gafo», palabra que se aplicaba a quien padecía lepra.
- Derivado de la raíz indoeuropea ghabh-e ‘dar, recibir’, precursora del latín habeo ‘tener’, de donde deriva hacienda o haberío.
- Derivado del vasco antiguo kafa ‘escarbadura, escarbar’, o gaha ‘agarrar, atacar’.

En relación con Foz, al ubicarse en una zona llana y con arroyos de poca corriente, el significado como curva de río es inexplicable, por lo que se trataría de una fundación hecha por repobladores. El hecho de que foz y gafo apareciesen juntas pudo deberse a una traducción directa al castellano del significado árabe y ambos términos compusieran el topónimo hasta que a partir del siglo XIII predominara la advocación de su iglesia.
Respecto a la segunda parte del topónimo, el término más parecido es valle de Gahiellos, en Burgos, citado en un texto de 1293 del monasterio de San Pedro de Gumiel de Izán, por lo que es posible que sus pobladores procedieran de esa zona.

## Geografía

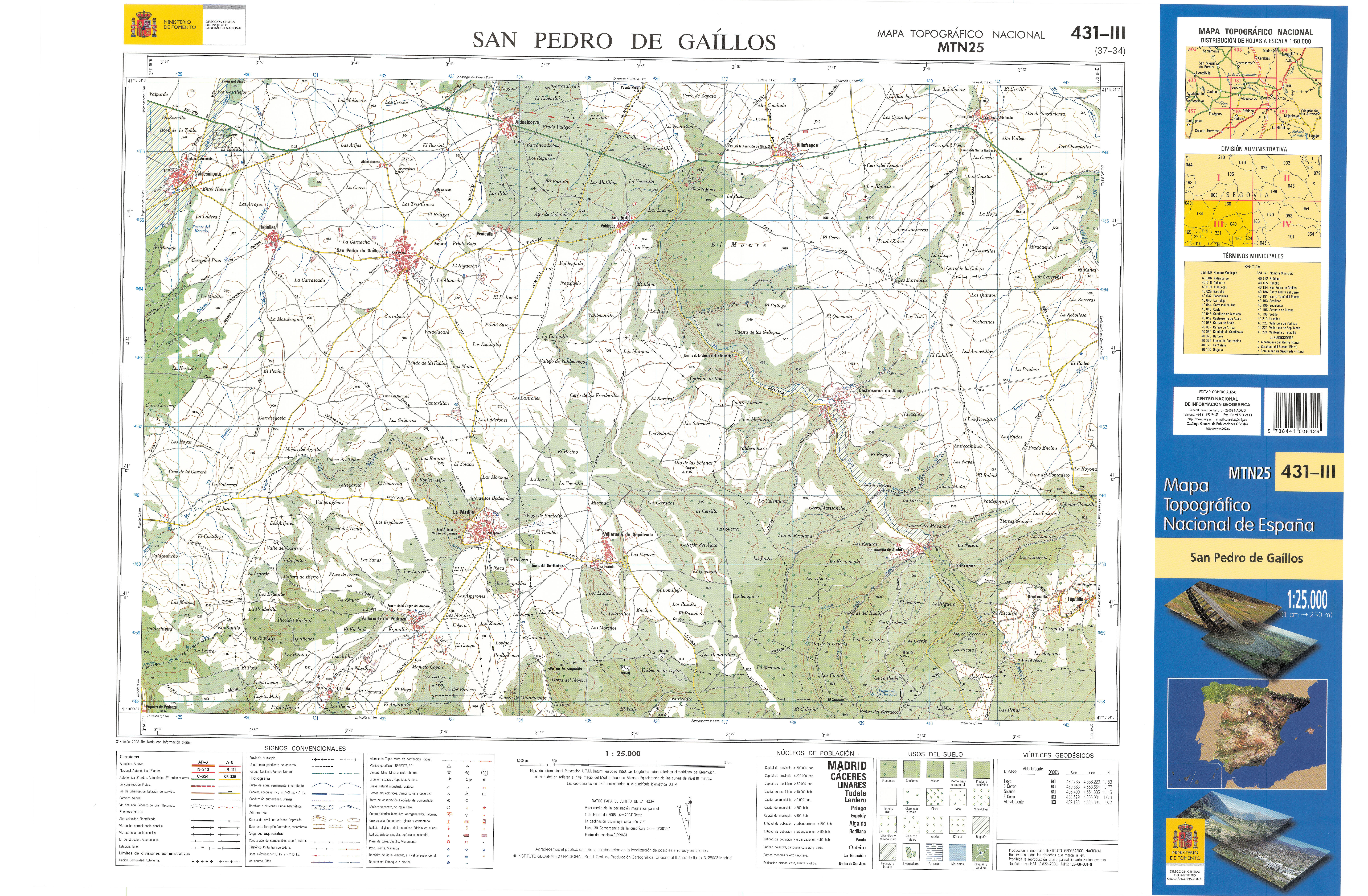
Fragmento de la hoja 431 del Mapa Topográfico Nacional de España de 2008 en el que se representa parte de San Pedro de Gaíllos

| Noroeste: Cantalejo | Norte: Sepúlveda | Noreste: Aldealcorvo             |
| Oeste: Cantalejo    |                  | Este: Aldealcorvo                |
| Suroeste: Rebollo   | Sur: La Matilla  | Sureste: Valleruela de Sepúlveda |

## Geografía humana

### Demografía
Cuenta con una población de 311 habitantes (INE 2024).
| Gráfica de evolución demográfica de San Pedro de Gaíllos entre 1828 y 2021 |
| |
| Población según el Diccionario geográfico-estadístico de España y Portugal de Sebastián Miñano. Población de derecho según los censos de población del INE. Población de hecho según los censos de población del INE. |

### Núcleos
La práctica totalidad de la población reside en el núcleo principal, San Pedro de Gaíllos, pero dentro del término municipal existen otros núcleos pequeños, la mayoría ya deshabitados:
- Rebollar
- Aldealafuente, sito a 1.3 km al N. 41°14′20″N 3°48′44″O / 41.23889, -3.81222
- Aldearraso, sito a 1 km al NNE 41°14′7.6″N 3°48′12″O / 41.235444, -3.80333
- El Barruelo, sito a 1.4 km al NNE 41°14′17″N 3°49′02″O / 41.23806, -3.81722, a 400m de Aldealafuente
- La Ventosilla, sito a 1.4 km al NEE 41°13′50″N 3°47′32″O / 41.23056, -3.79222
- Además de Aldealpozo, El Barruelo, Mata Espedos, El Manzano, La Ribilla, San Benito, Santiago de Rebollo y Sotogallego.[8]

## Símbolos
El escudo heráldico y la bandera que representan al municipio fueron aprobados oficialmente el 15 de junio de 2000. El escudo se blasona de la siguiente manera: 

«Escudo partido, primero en campo de gules dos llaves de oro cruzadas, símbolo de San Pedro; segundo en campo de plaza una torre de azur. Escudo timbrado con la corona real de oro; tal como figura en el dibujo adjunto n.º 2.»
Boletín Oficial de Castilla y León nº 185/2000 de 22 de septiembre de 2000

La descripción textual de la bandera es la siguiente:

«Paño cuadrado,de proporción 1:1,de color rojo con una cruz amarilla. Lleva sobrepuesto el escudo de armas timbrado del Ayuntamiento de San Pedro de Gaillos; tal como figura en el dibujo adjunto número 3.»
Boletín Oficial de Castilla y León nº 185/2000 de 22 de septiembre de 2000

## Administración y política

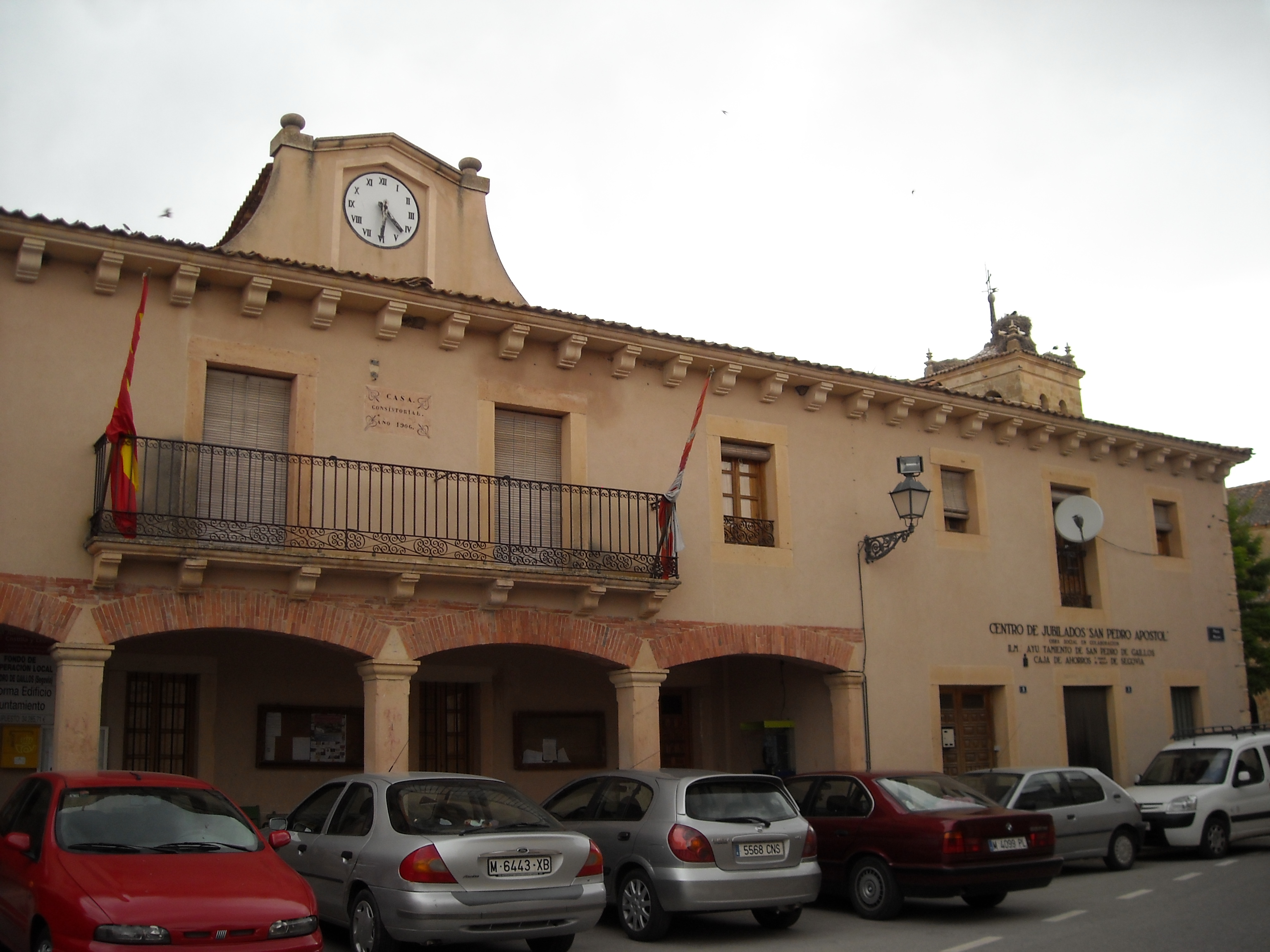
Casa consistorial, sede del ayuntamiento y centro de jubilados

Lista de alcaldes
| Periodo   | Nombre                            | Partido   |
| --------- | --------------------------------- | --------- |
| 1979-1983 | Luis García Alonso                | UCD       |
| 1983-1987 | Eugenio Llorente Bravo            | AP-PDP-UL |
| 1987-1991 | Mariano Bravo Casado              | AP        |
| 1991-1995 | Cilinio Delgado Francisco         | PP        |
| 1995-1999 | Cilinio Delgado Francisco         | PP        |
| 1999-2003 | Juan Carlos Montero Arnanz        | PP        |

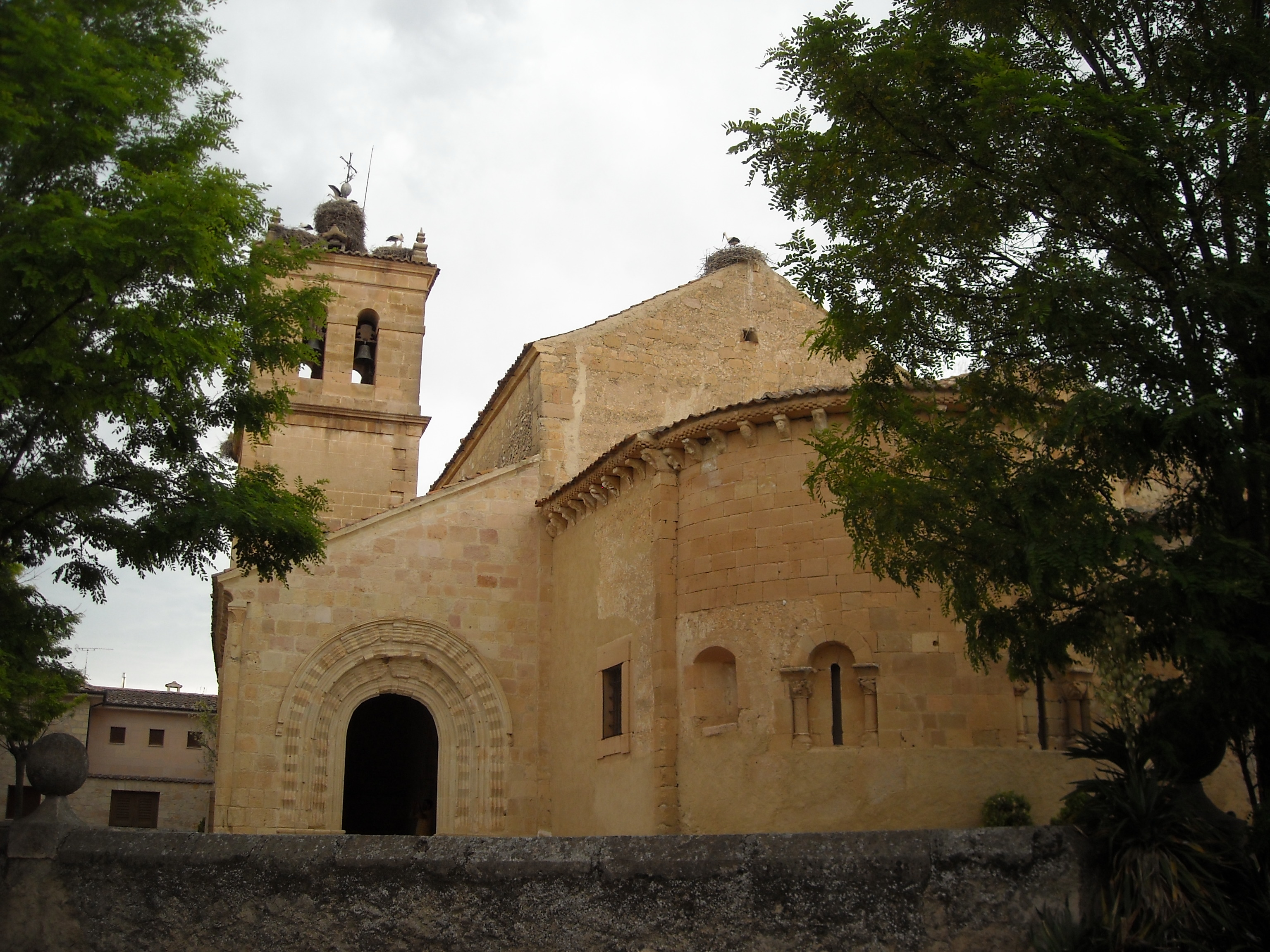
Iglesia parroquial de San Pedro

| 2003-2007 | Juan Carlos Montero Arnanz        | PP        |
| 2007-2011 | Juan Carlos Montero Arnanz        | PP        |
| 2011-2015 | María Esther Castro Llorente      | PP        |
| 2015-2019 | María Ascensión Llorente Castillo | PP        |
| 2019-2023 | Juan Carlos Montero Arnanz        | PP        |
| 2023-act. | Juan Carlos Montero Arnanz        | PP        |

## Cultura

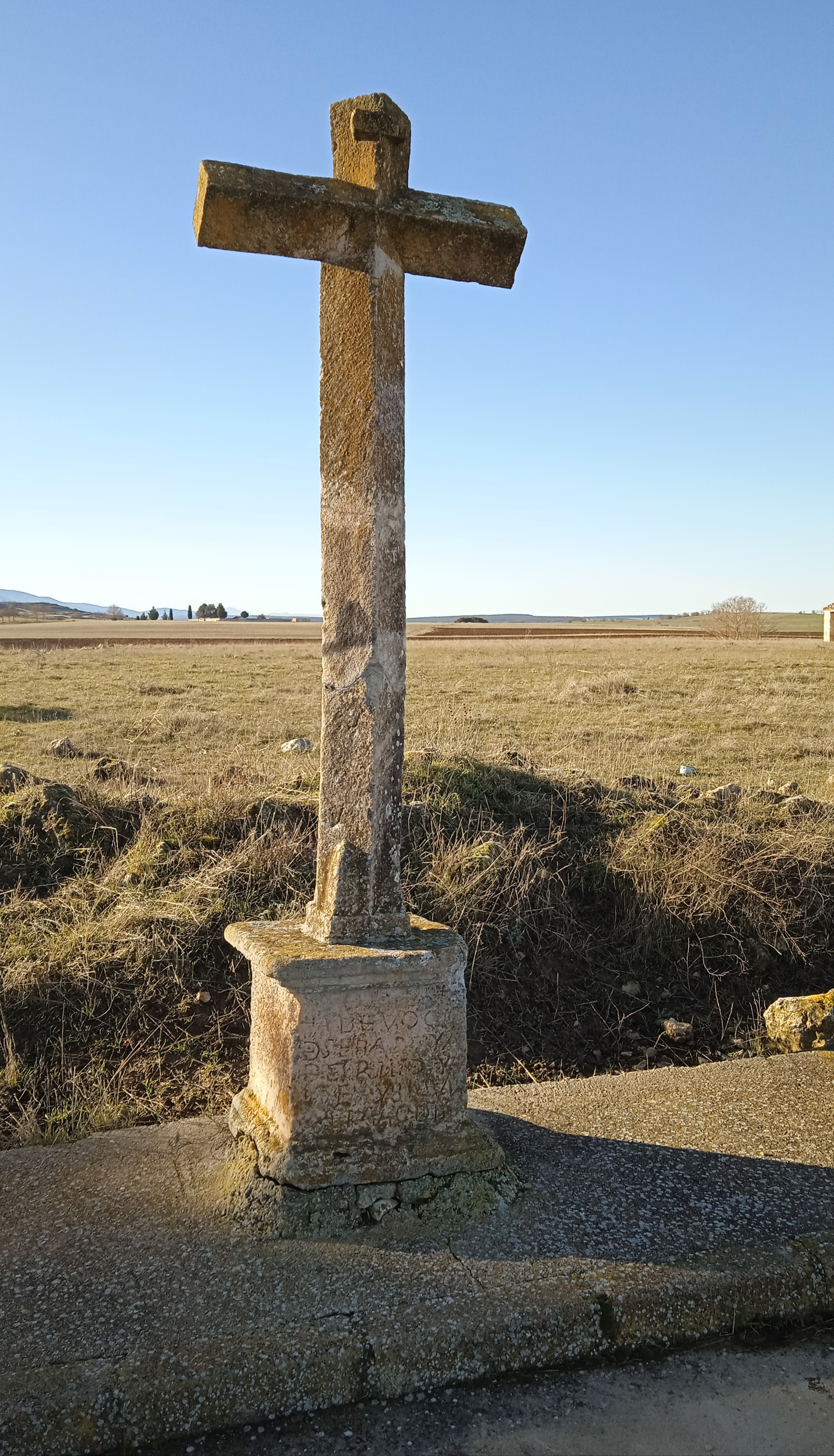
Cruz del crucero

### Patrimonio
- Gacería, idioma utilizado en pueblos del ochavo de Cantalejo como San Pedro de Gaíllos, especialmente por los tratantes de ganado y trilleros;[11]
- Centro de Interpretación del Folklore y la Cultura Popular o Museo del Paloteo: tiene una exposición permanente de danzas de palos, con paneles informativos, una selección fotográfica, una variada colección de piezas y bienes culturales, proyecciones audiovisuales, módulos de sonido e instrumentos tradicionales que acompañaban a las danzas. Fue inaugurado febrero de 2009;[3]
- Iglesia parroquial románica de San Pedro;[12]
- Fuente del Caño;
- Era empedrada;
- Paraje natural del río San Juan;[13][14]
- Caseríos tradicionales;
- Crucero cercano a la carretera de Rebollar.

### Fiestas
- San Juan y San Pedro, patronales, el último fin de semana de junio;
- Nuestra Señora de la Natividad, el primer fin de semana de septiembre;
- San Isidro, el 15 de mayo;[14]
- Pascua de la Resurrección.[15]
- Planeta Folk, festival multicultural que se celebra desde 2006.[16]

### Tradiciones
- Juegos como el chito y o los bolos en las fiestas:
- Lunes de Naranjas, el lunes de carnaval el alcalde y los concejales dan caramelos y una naranja a cada niño, es una antigua tradición ya que antes tenían un gran valor dada su escasez.
- Hacenderas, el lunes y el martes de carnaval los vecinos trabajan por el bien común del entorno y por la tarde el Ayuntamiento les invita a merendar escabeche y vino.[16]